# Макарена Себальйос
Макарена Себальйос (ісп. Macarena Ceballos, 12 січня 1995) — аргентинська плавчиня. Учасниця Чемпіонату світу з водних видів спорту 2017, де в попередніх запливах на дистанції 100 метрів брасом посіла 23-тє місце і не потрапила до півфіналу.